# 夏季世界大學運動會棒球比賽
夏季世界大學運動會棒球比賽（Baseball at the Summer Universiade），為世界大學運動會舉辦賽事項目中，主辦城市的自選項目。
這項運動首次出現在1993年第十七屆夏季世界大學運動會，次屆1995年第十八屆夏季世界大學運動會仍被主辦城市選擇舉辦，但是到1997年第十九屆夏季世界大學運動會即開始停辦。二十年後，於2015年第二十八屆夏季世界大學運動會，再次被主辦城市選擇舉辦，重回到世大運的比賽項目之中，隔屆2017年第二十九屆夏季世界大學運動會仍成為主辦城市的自選項目。

## 歷屆賽事
| 年份        | 主辦國   | 舉辦城市 | 參賽隊數 | 獲勝隊伍         | 獲勝隊伍 | 獲勝隊伍 |
| 年份        | 主辦國   | 舉辦城市 | 參賽隊數 | 冠軍             | 亞軍     | 季軍     |
| ----------- | -------- | -------- | -------- | ---------------- | -------- | -------- |
| 1993年 詳細 | 美国     | 水牛城   | 7        | 古巴             |          | 加拿大   |
| 1995年 詳細 | 日本     | 福岡市   | 8        | 古巴             |          | 日本     |
| 2015年 詳細 |          | 光州市   | 8        | 日本 · 中華臺北1 | －       |          |
| 2017年 詳細 | 中華民國 | 臺北市   | 8        | 日本             | 美国     |          |

1 該屆金牌戰因雨取消，因此兩隊並列金牌

## 獎牌數統計
| 排名   | 国家／地区 | 金牌 | 银牌 | 铜牌 | 總數 |
| ------ | ---------- | ---- | ---- | ---- | ---- |
| 1      | 日本       | 2    | 0    | 1    | 3    |
| 2      | 古巴       | 2    | 0    | 0    | 2    |
| 3      | 中華臺北   | 1    | 0    | 0    | 1    |
| 4      |            | 0    | 2    | 2    | 4    |
| 5      | 美国       | 0    | 1    | 0    | 1    |
| 6      | 加拿大     | 0    | 0    | 1    | 1    |
| 總計： | 總計：     | 4    | 2    | 4    | 12   |